# Науде, Джошуа Франсуа
Джошуа Франсуа «Том» Науде (африк. Jozua François «Tom» Naudé; 15 апреля 1889 — 31 мая 1969) — южноафриканский политик, и. о. государственного президента ЮАР.
Джошуа Франсуа Науде родился в 1889 году в Мидделбурге, Капская колония. Был сторонником Джеймса Герцога, выступал против участия ЮАС в Первой и Второй мировых войнах. В 1918 году — один из основателей «Молодой Южной Африки», переименованной в 1920 году в Братство африканеров — влиятельной организации африканерских националистов, имевшей своих сторонников во всех органах власти. Много лет был членом Национальной партии. В 1950—1954 годах был министром почты и телеграфа, 1954—1958 — министром здравоохранения, 1958—1961 — министром финансов, затем стал президентом Сената.
В 1967 году президентом ЮАР был избран Теофилус Эбенгазер Дёнгес, однако с ним ещё до инаугурации, которая должна была состояться 31 мая 1967 года, неожиданно случился инсульт, и он впал в кому. В соответствии с Конституцией ЮАР Джошуа Науде, как президент Сената, с 1 июня 1967 года стал исполняющим обязанности президента. После смерти Дёнгеса Науде исполнял обязанности президента до вступления в должность следующего избранного президента — Фуше.
Один из его сыновей, известный проповедник Бейерс Ноде, после расстрела в Шарпевиле стал активным борцом против апартеида и преследовался властями.